# 犬を連れた少年
『犬を連れた少年』（いぬをつれたしょうねん、露: Мальчик с собакой, 英: Boy with a Dog）は、スペインのバロック絵画の巨匠バルトロメ・エステバン・ムリーリョが1655-1660年にキャンバス上に油彩で描いた絵画である。画家が生まれ、生涯を過ごしたセビーリャの街頭にいた貧しい子供たちを主題とする風俗画のうちの1点である。現在、サンクトペテルブルクのエルミタージュ美術館に所蔵されている。1772年にエティエンヌ・フランソワ・ド・ショワズール公爵のコレクションから美術館のために購入された。

## 作品
17世紀セビーリャ画壇の寵児ムリーリョの芸術の中で子供の占める役割は大きい。彼は、浮浪児であろうと幼子イエス・キリストであろうと生涯にわたって子供の姿を描き続け、また、それ以外にも宗教画の中で天使やプットとして好んで子供の愛らしい姿を描いた。ヨーロッパ絵画全体を見渡しても、ムリーリョはこの分野で際立った地位を占めている。

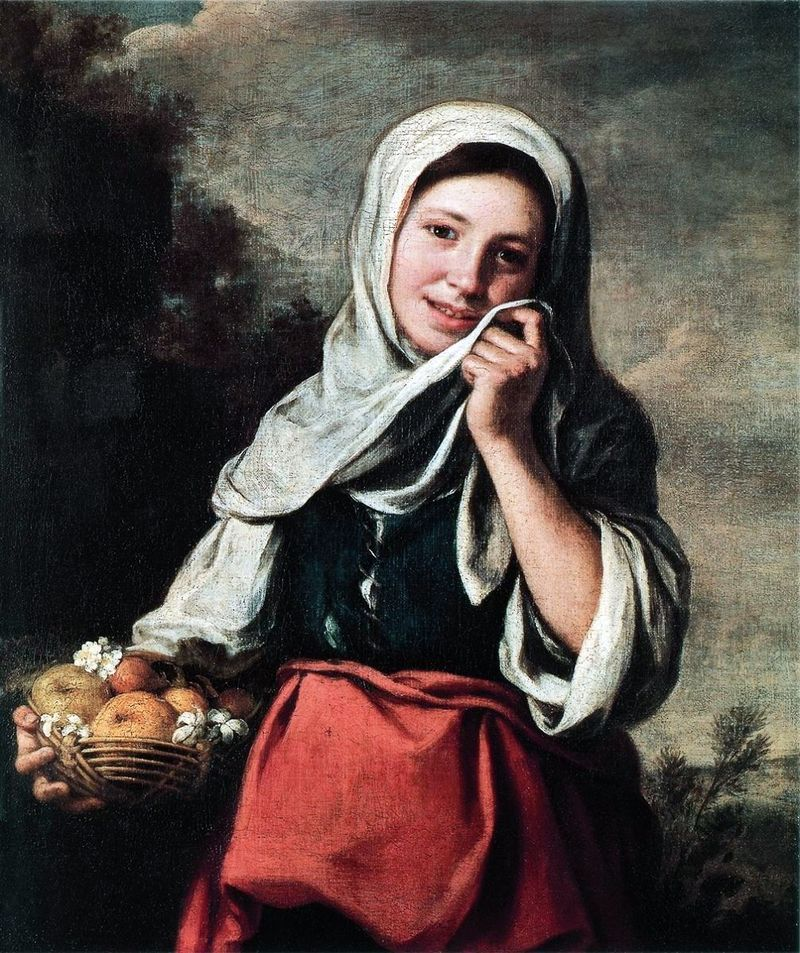
ムリーリョ『花と果物を持つ少女』 (プーシキン美術館、モスクワ)

ムリーリョは、子供を優しく写実的に描くことを得意とした。しかし、画家の宗教画と風俗画とでは子供の描き方は趣を異にしている。宗教画に描かれた幼子イエス・キリストや幼子の洗礼者ヨハネは、愛らしさとともに神々しい美しさに輝いている。一方、風俗画では、下層階級の子供たちの生き生きとした生活がありのままに描かれている。
セビーリャは、1649年のペスト後、課された税金とカディスとの競合に疲弊したが、ほとんどのムリーリョの風俗画に登場しているのは、セビーリャの困窮の犠牲者となった子供たちである。自身も孤児であり、同様の幼児体験をした画家がこうした子供たちを見る目は、かぎりなく優しい。この作品は、擦り切れた服を着た、いたずらで元気な少年が犬と遊んでいるところを描いている。少年は、「籠の中は空だよ」と犬をなだめているのだろうか。画面いっぱいの心地よい通俗性、また柔らかな抒情は早くもロココ絵画の登場を予告している。
なお、本作には対作品の『花と果物を持つ少女』 (プーシキン美術館、モスクワ) があるが、2作品は構図と内容で関連性を持っている。これらの作品は現存するムリーリョの唯一の対作品である。